# Anilocra dimidiata
Anilocra dimidiata es una especie de crustáceo isópodo marino del género Anilocra, familia Cymothoidae.
Fue descrita científicamente por Bleeker en 1857.

## Distribución
Esta especie se encuentra en India, Indonesia, mar de Java, canal de Mozambique, Papúa Nueva Guinea, Filipinas, Sri Lanka y el Indo-Pacífico central.